# Absolute Greatest
Albums de Queen
The Cosmos Rocks
(2008)
Absolute Greatest est une compilation du groupe anglais Queen, sortie en novembre 2009. Elle couvre toute la carrière du groupe et contient 20 titres.
Le site officiel du groupe avait lancé une compétition pour deviner quels titres seraient présents sur l'album. Chaque jour, un titre était révélé et le nom du gagnant affiché sur la page officielle du groupe, jusqu'à la révélation du 20e et dernier titre le 20 août 2009. 13 des 15 albums du groupe sont représentés : il n'y a aucun titre du premier album et de la bande originale du film Flash Gordon.

## Liste des pistes
| No  | Titre                             | Durée |
| --- | --------------------------------- | ----- |
| 1.  | We Will Rock You                  |       |
| 2.  | We Are the Champions              |       |
| 3.  | Radio Ga Ga                       |       |
| 4.  | Another One Bites the Dust        |       |
| 5.  | I Want It All                     |       |
| 6.  | Crazy Little Thing Called Love    |       |
| 7.  | A Kind of Magic                   |       |
| 8.  | Under Pressure (avec David Bowie) |       |
| 9.  | One Vision                        |       |
| 10. | You're My Best Friend             |       |
| 11. | Don't Stop Me Now                 |       |
| 12. | Killer Queen                      |       |
| 13. | These Are the Days of Our Lives   |       |
| 14. | Who Wants to Live Forever         |       |
| 15. | Seven Seas of Rhye                |       |
| 16. | Heaven for Everyone               |       |
| 17. | Somebody To Love                  |       |
| 18. | I Want to Break Free              |       |
| 19. | The Show Must Go On               |       |
| 20. | Bohemian Rhapsody                 |       |

## Personnel
- Freddie Mercury (chant, piano)
- Brian May (guitares, claviers, chœurs)
- John Deacon (basse, claviers)
- Roger Taylor (batterie, claviers, chœurs)

## Certifications
| Région                                                                                                 | Certification | Ventes/Streams |
| --- | ------------- | -------------- |
| France (SNEP)                                                                                          | Or            | 50 000*        |
| *Ventes selon la certification ^Mise en rayon selon la certification xNon précisé par la certification |               |                |